# 祭りファンタジー
『祭りファンタジー』（まつりファンタジー）は宝塚歌劇団の舞台作品。月組公演。
形式名は「日本民族舞踊シリーズ20周年記念 春の踊り」。12場。
公演期間は1978年3月24日から5月9日まで宝塚大劇場で公演された。東京では上演されていない。
併演作品は『マイ・ラッキー・チャンス』。

## 解説
1958年4月に宝塚歌劇団内に郷土芸能研究会が誕生した。同年8月には"日本民族舞踊シリーズ"と銘打って第一作『鯨』を上演してから20年が経っていた。本作品は「日本の祭り」を題材に、この20年間に上演された13本の作品の中から、沖縄の鳩間節や花田植、棒踊り、鯨捕りなどの場面を選んで構成されている。
宝塚歌劇団64期生の初舞台公演演目であった。

## スタッフ
- 取材・構成：宝塚歌劇団郷土芸能研究会[1][3]
- 演出：渡辺武雄[1][3]
- 脚本・演出：川井秀幸[1][3]
- 音楽[3]：高橋廉、河崎恒夫、中元清純、十時一夫、堤五郎
- 音楽指揮：溝口堯[3]
- 振付[3]：渡辺武雄、高木祥次、睦千賀、河上五郎
- 装置：黒田利邦[3]
- 衣装[3]：小西松茂、中川菊枝
- 照明：小川清次[4]
- 音響：松永浩志[4]
- 小道具：上田特市[4]
- 効果：扇野信夫[4]
- 詩吟・剣舞指導：原義人[4]
- 演出助手[4]：太田哲則、小池修一郎
- 制作：橋本雅夫[4]
- 民俗考証：三隈治雄[4]